# زینه شعبان
زینه شعبان (عربی: زينة شعبان؛ زادهٔ ۱۲ مهٔ ۱۹۸۸) یک بازیکن تنیس روی میز اهل اردن است.